# Фредерик Кайо
Фредерик Кайо (на френски: Frédéric Cailliaud) е френски пътешественик, минералог, конхолог, изследовател на Африка.

## Ранни години (1787 – 1815)
Роден е на 9 юни 1787 година в Нант, Франция, в семейството на шлосер-механик. Привлечен от природните науки започва да учи минералогия и геология. През 1809 заминава за Париж, където завършва образованието си през 1813 и предприема пътувания с любознателна цел до Холандия, Италия, Сицилия, Гърция и Турция.

## Изследователска дейност (1815 – 1822)
През 1815 – 1818 и 1819 – 1822 г., Кайо предприема 2 експедиции, като изследва Египет и части от Либийската пустиня, в т.ч. оазисите Харга (25°00′ с. ш. 30°30′ и. д. / 25° с. ш. 30.5° и. д.), Дахла (25°30′ с. ш. 29°00′ и. д. / 25.5° с. ш. 29° и. д.), Фарафра (27°00′ с. ш. 28°00′ и. д. / 27° с. ш. 28° и. д.), Бахария (28°00′ с. ш. 28°40′ и. д. / 28° с. ш. 28.666667° и. д.) и Сива (29°00′ с. ш. 25°30′ и. д. / 29° с. ш. 25.5° и. д.).
През 1816 г. е назначен от управителя на Египет Мохамед Али паша за главен минералог и като такъв открива древни египетски мини близо до Червено море.
През 1822 г. се изкачва по Нил до 6-ия праг, след като година по-рано се добира и до Етиопия и открива руините на древната държава Мерое. Кайо става първия европеец, видял (1821) сливането на Бели и Сини Нил. Резултатите от експедицията му са доста впечатляващи за онова време. Главният принос е, че той с доста голяма точност картира цялото течение на Нил в Нубия и целия судански участък от течението на Сини Нил. Преди неговото пътешествие разположението на тези големи водни артерии в основни линии е известно на европейците, но са фиксирани едва след неговите непосредствени топографски заснемания и астрономически наблюдения.

## Следващи години (1816 – 1869)
След завръщането си от Египет донася със себе си във Франция над 1000 артефакта, които завещава след смъртта си на Археологическия музей в Нант. Удостоен е с Ордена на Почетния легион през 1824 г.
Кайо не предприема повече пътешествия извън Франция и се занимава главно с естествена история. Куратор е на природонаучния музей в Нант от 1836 г.
Умира на 1 май 1869 година в Нант на 81-годишна възраст.

## Трудове
- Voyage à Meroe, Vol. 1 – 4, Paris, 1823 – 1826.
- Recherches sur les usages de la vie civile et domestique des anciens peuples de l'Egyote, de la Nubie et de l'Éthiopie (1831).